# SWM (мотоцикли)
SV.VM (Sironi Vergani Vimercate Milano) — італійський виробник мотоциклів, заснований у 1971 році П’єро Сіроні та Фаусто Вергані. У 1970-х і 1980-х роках компанія 
SWM, що базується в Мілані , виробляла мотоцикли Observed Trials , Enduro , Motocross і позашляхові мотоцикли. Вони почали з невеликих двигунів Sachs для ендуро, а в 1977 році почали виготовляти випробувальні велосипеди з двигунами Rotax. Серед інших основних виробників на той час були Fantic Motor , Bultaco та Montesa .
Зробивши оголошення під час шоу EICMA 2014 у Мілані, SWM повернулися на ринок, представивши шість вуличних і позашляхових мотоциклів з об’ємом двигуна від 300 до 650 куб. 

## Історія

### Trials Bikes

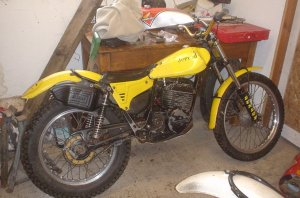
1981 SWM TL320

Компанія SWM почала виготовляти випробувальні мотоцикли Rotax TL125 і TL320 у 1977 році. Rotax побудувала спеціальну випробувальну версію свого роторного двигуна за допомогою Семмі Міллера та Чарльза Кутара. Acerbis зробив пластикові молдинги, а підвіску — Marzocchi. Ці перші випробувальні машини були червоно-білі. 

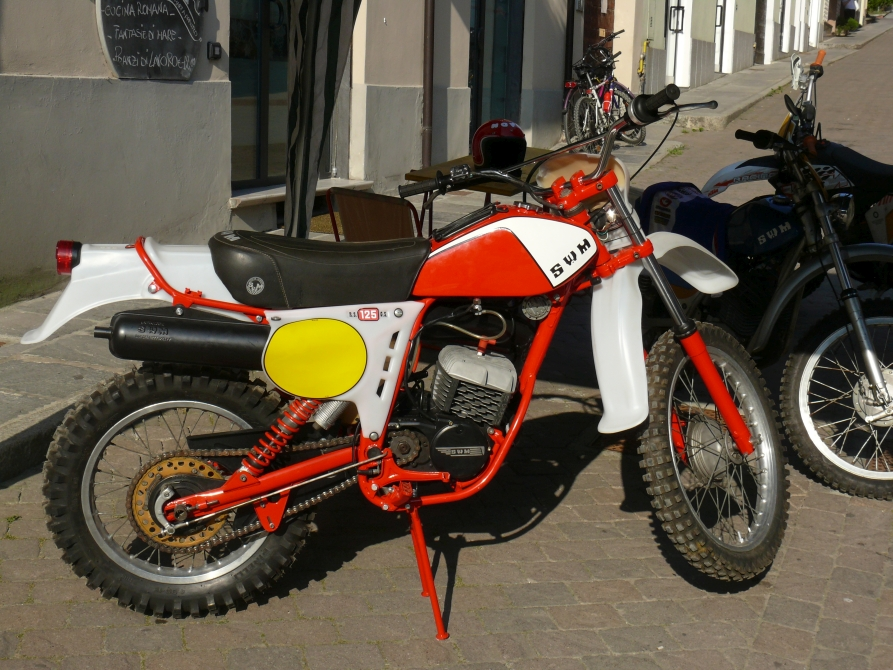
1979 SWM RS 125 GS

У 1979 році з'явилися жовто-чорні моделі, а в 1980 році вони були оснащені газовими амортизаторами Girling і виделками Betor.  Жиль Бурга виграв чемпіонат світу з тріалу 1981 року на SWM.
У 1982 році була випущена модель 240 із синьою рамою на знак визнання спонсорства випробувань Pernod. 
У 1983 році всі мотоцикли отримали легкосплавні поворотні важелі, і був представлений TL350 Jumbo. Це був новий двигун із герконовим клапаном і рама того ж жовто-синього кольорів. 
У 1984 році 125 і 320 були поставлені на нову раму, але потім виробництво припинилося. 

### Ендуро
SWM RSGS і SWM TF1 ємностями 125, 175, 250, 280, 350, 370, 440, 506
Хоан Ріудальба, який їздив на SWM TF1 125 cc, став чемпіоном Іспанії з ендуро в 1980 році. 
Коли компанія SWM була ліквідована, компанія Armstrong of Bolton, Англія, купила права на SWM XN Tornado, машину для ендуро з двигуном Rotax об’ємом 350 або 506 куб. За допомогою CCM Армстронг розробив і випустив на ринок військову версію Armstrong MT500 , яка була настільки успішною, що Harley-Davidson купила права на виробництво в 1986 році  і продовжила розвиток мотоцикла як MT350E.

## SWM сьогодні
У 1984 році SWM було ліквідовано, і виробництво припинилося. У Великій Британії все ще є люди, які їздять на SWM у класичних і твіншокових випробуваннях . Запчастини до двигунів Rotax все ще доступні, а багато інших запчастин, знятих з виробництва, як-от пластик Acerbis, виробляються та розповсюджуються спеціалізованими компаніями, такими як MotoSWM у Великобританії та MidWest SWM у США[джерело?]. 

### 2014 (відродження)
Інженер Ампеліо Маккі, який раніше працював у Cagiva , Aprilia та Husqvarna Motorcycles , сприяє відродженню бренду SWM із шістьма новими моделями, представленими на виставці EICMA 2014. Фінансування компанії надійшло з Китаю через компанію Shineray Group . SWM продовжить виробництво в Італії в Біандронно поблизу Варезе, на старій фабриці Husqvarna (коли бренд належав Cagiva Group, нині MV Agusta ), проданій у 2014 році тодішнім власником Husqvarna, BMW Group. Очевидно, деякі з двигунів SWM будуть старими двигунами Husqvarna, розробленими спільно з Cagiva. Нинішні Husqvarna використовують двигуни KTM після придбання компанією Pierer Mobility AG[джерело?].